# 日本原水爆被害者団体協議会
日本原水爆被害者団体協議会（にほんげんすいばくひがいしゃだんたいきょうぎかい、略称 日本被団協または被団協、英語: Japan Confederation of A- and H-Bomb Sufferers Organizations)は、1956年に結成された日本の原爆被爆者の全国組織。本部は東京都港区芝大門1丁目。英語による通称は、 Nihon Hidankyo 。
1954年のアメリカ合衆国によるビキニ環礁での水爆実験（ブラボー実験）を機に広がった原水爆禁止運動の中で、1956年に被爆者の全国組織として長崎で結成された。被爆者が各地に散らばっていたため各都道府県で会が結成され、その全国的な協議会との位置付けである。核兵器の廃絶や被爆者の救済を訴える活動を続けている。2024年にノーベル平和賞を受賞した。
日米安全保障条約の改定問題（安保問題）、ソビエト連邦の核実験再開、中華人民共和国の核実験、部分的核実験禁止条約の評価をめぐり、日本の原水爆禁止運動は3団体に分裂した（原水協、原水禁、核禁会議）。被団協内部でも対立が発生し、広島県被団協も同名の2団体に分裂したが、被団協理事会は「いかなる原水禁団体(原水爆禁止運動)にも加盟しない」と決定し、加盟していた原水協からも脱退した。

## 概要
広島・長崎で原爆の被害を受けた被害者の生存者（被爆者）によって都道府県ごとに結成されている被爆者団体が加盟している被爆者の全国組織。次のような活動を行っている。
- 核兵器廃絶と原爆被害への国家補償要求
- 日本政府、国連、諸国政府への要請行動
- 核兵器の廃棄、撤去、核兵器廃絶国際条約の締結、国際会議の開催、非核法の制定、原爆被爆者援護法の国家補償の法律への改正、被爆者対策の充実など
- 被爆の実相の国内外への普及活動
- 原爆被害の調査・研究、出版、展示、集会、代表派遣
- 被爆者の相談・援護活動

傘下に社団法人日本被団協原爆被爆者中央相談所がある。高齢化による役員の後継者不足などにより、複数の参加組織が解散したため、2024年時点では、36都道府県の団体で構成されている。

### 原水協分裂の影響による運動分裂
日本被団協は原水爆禁止運動の全国組織である原水協に加盟しており、東京事務所は原水協内に設置されていた。
一方で1960年代になると安保問題が原水協で取り扱われるようになり、この動きに反発した民社党・自由民主党系は1961年に核兵器禁止平和建設国民会議（核禁会議、現：核兵器廃絶・平和建設国民会議）を立ち上げて離脱した。被団協は核禁会議には参加しなかったが、核禁会議に参加しないなら原水協からも離脱するべきであるという声が内部からも起こるようになった。1962年9月の代表理事会では現状維持の方針が示されたため、大分県被団協は被団協と大分県原水協からの離脱を決めた。
1961年・62年のソ連の核実験や、中華人民共和国の核実験、1963年にアメリカとソ連が推進した部分的核実験禁止条約の評価をめぐり、「いかなる国のいかなる理由による核実験にも反対」とする社会党・総評系と、「防衛的立場の社会主義国の核実験を帝国主義国の実験と同列に論じるのは誤り」とする日本共産党系の対立が発生し、社会党系は離脱して原水爆禁止日本国民会議（原水禁）を結成して分裂した。
この原水協分裂問題は被団協にも大きな影響を及ぼした。1963年には9府県の被団協が原水協からの即時脱退と理事長と理事会の不信任、臨時総会の開催などを求める要望書を提出した。森滝市郎理事長は混乱を防ぐためとして総会の開催を行わない方針を決めた。
1964年には原水協にあった被団協東京事務所は広島県被団協への移転を余儀なくされ、資金面でも原水協から独立せざるを得なくなった。さらにその広島県被団協も日本共産党系が離脱して同名の団体を設立して分裂した。1965年2月28日に開かれた代表理事会は「当面、いかなる原水禁運動組織にも加盟しない立場を貫きながら統一を守って運動を進める」と決定し、加盟していた原水協からも脱退したが、地方からは森滝ら理事会の強引な運営に反発が高まり、1年間に渡って活動ができない状態となった。1966年に再開された第10回総会では、森滝らへの反発の声はあったものの、非加盟の方針が承認された。

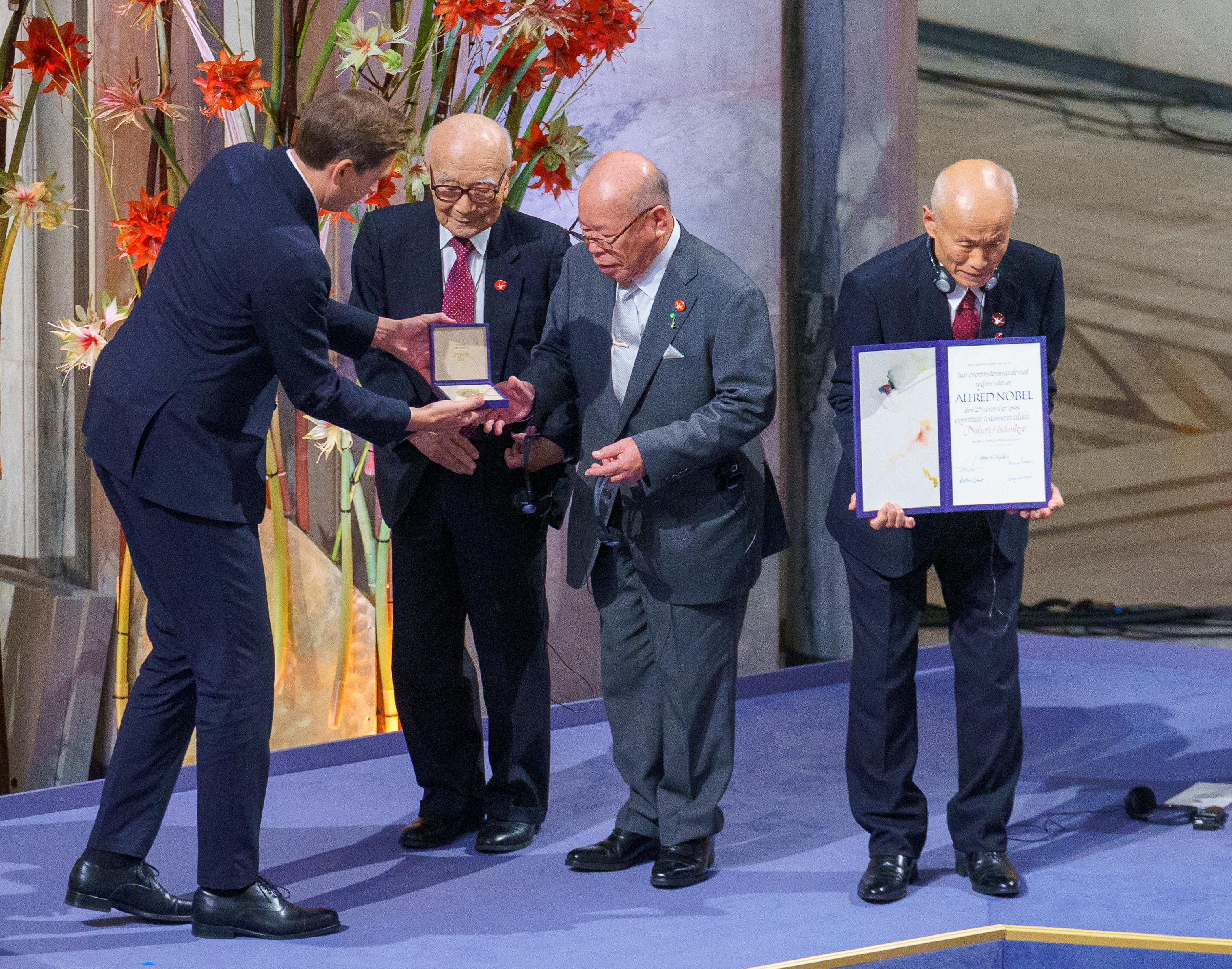
ノーベル平和賞（２０２４年）

2024年時点でも広島県被団協は同名の2団体が存在する分裂状態である。これ以降広島県被団協は、同名の2団体が存在するため通常は理事長名を併記して区別されている。またテレビでは共産党系は「もう一つの被団協」とテロップで表示される。
- 広島県被団協（理事長・箕牧智之[15]） - 旧社会党・総評系で2000年時点で会員約2万人。日本被団協に加盟。
- 広島県被団協（理事長・佐久間邦彦[16][17]） - 日本共産党系で2000年時点で会員約3千人。日本被団協にオブザーバー参加。

## 組織構成等
組織構成などは、日本被団協のウェブサイトに掲載されている。代表的人物などを揚げれば次のとおりである。

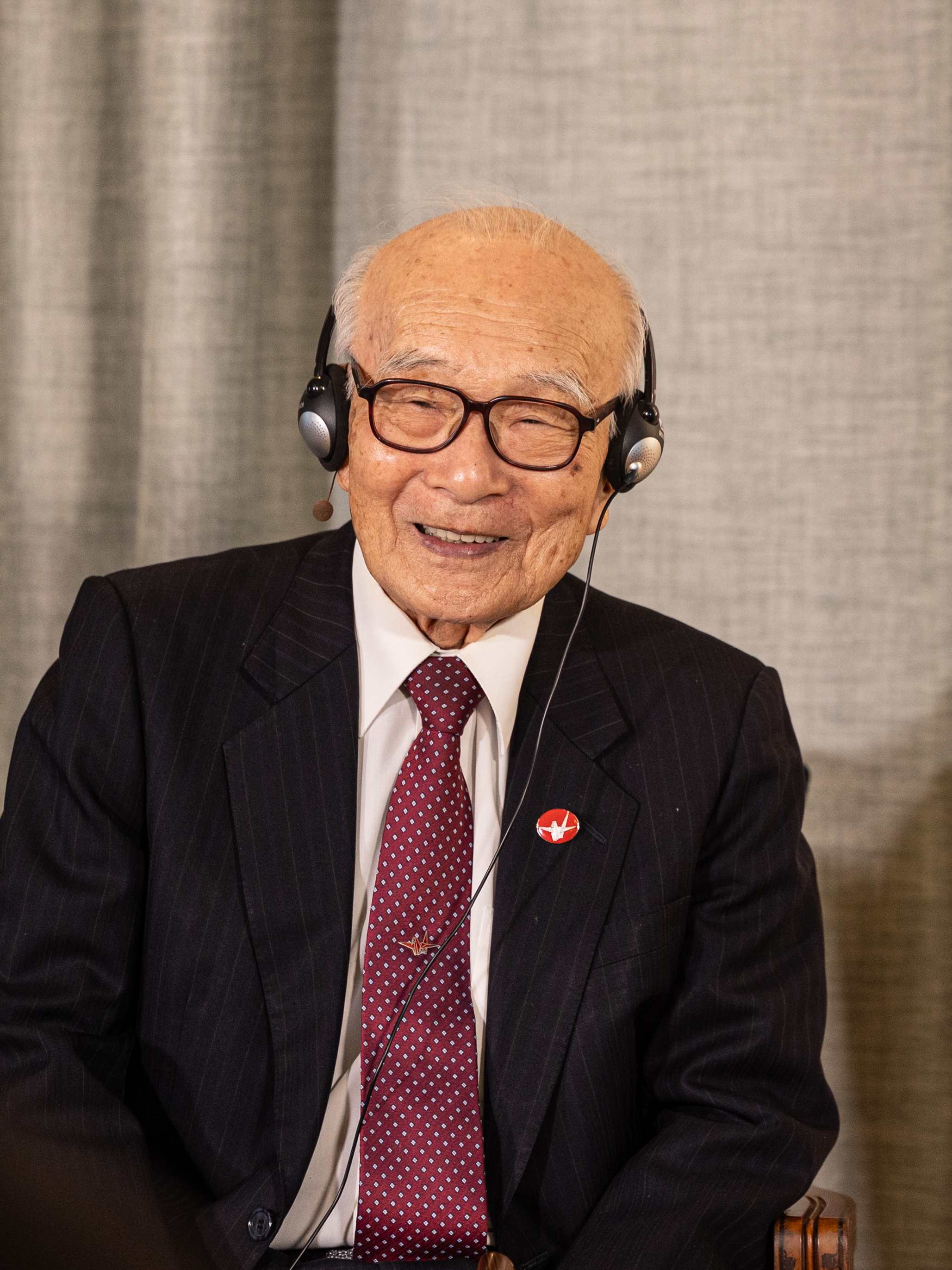
田中熙巳（２０２４年ノーベルウィーク）

- 田中熙巳（２０２４年ノーベルウィーク）本部所在地：東京都港区芝大門1丁目3-5 ゲイブルビル9階
- 代表委員：田中重光[20]（2018年6月14日選出[21]）・田中煕巳[22]（2017年6月7日選出[23]）・箕牧智之（2022年6月9日選出[24]）
- 事務局長：木戸季市（2017年6月7日選出[23]）
- 事務局次長：児玉三智子(こだま　みちこ) [25]、濱住治郎(はますみ　じろう) [26][27]、和田征子、濵中紀子(はまなか としこ) [28]
- 機関紙：「被団協」（月刊）1976年創刊[29]。毎月6日発行[29]。創刊当時は不定期発行、1979年に月刊化[29]。2020年9月で創刊500号を迎えた[29]。発行部数はピーク時は2万部以上、2020年9月現在、約1万部[29]。

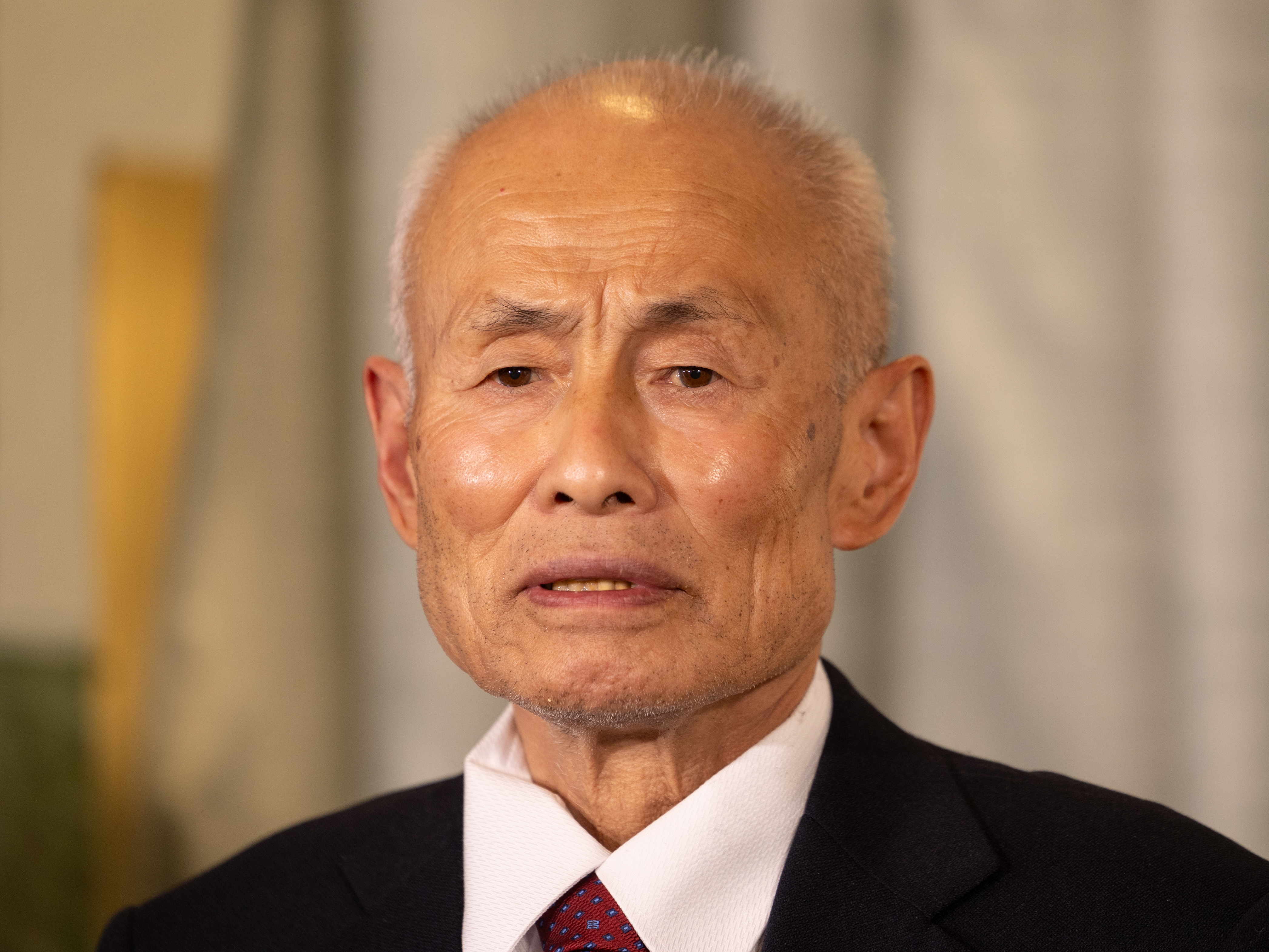
箕牧智之（２０２４年ノーベルウィーク）

### 過去の関係者
- 森滝市郎 - 結成時の代表委員。初代理事長、広島県被団協初代理事長、原水協の代表委員、原水禁の第三代議長を務める。1994年1月25日死去[30]。
- 代表委員：谷口稜曄（2017年8月30日死去[31]）
- 伊東壮 - 代表委員や事務局長を務め、1960年代の運動停滞期には、運動の再興に尽力した[32]。2000年3月3日死去[33]。
- 代表委員、顧問：岩佐幹三（2020年9月死去[34]）
- 代表委員：坪井直（2021年10月24日死去[35]）

## 沿革
- 1954年（昭和29年）3月、アメリカがビキニ環礁で水爆実験を実施。静岡県焼津港のマグロ漁船第五福竜丸が被爆。7月、原水爆禁止広島県民運動連絡本部が発足。
- 1955年（昭和30年）8月、広島市公会堂で原水爆禁止世界大会開催。9月、原水爆禁止日本協議会（原水協）が発足。
- 1956年（昭和31年）5月、広島県原爆被害者団体協議会（広島県被団協）が結成。8月10日、長崎市で開催された第2回原水爆禁止世界大会の2日目に、日本原水爆被害者団体協議会（日本被団協）が結成。
- 1962年（昭和37年） ソ連の核実験をめぐり原水爆禁止世界大会で対立。
- 1963年（昭和38年） 原水爆禁止世界大会が分裂大会となる。
- 1964年（昭和39年） 被団協東京事務所が広島市内に移転（1969年8月から1970年6月までの間に復帰）。共産党系の広島県被団協が別に大会を開き、広島県被団協は分裂。
- 1967年（昭和42年） 「原子爆弾被爆者に対する特別措置に関する法律」（原爆特別措置法）成立。
- 1970年（昭和45年） 『ウルトラセブン』のスペル星人問題。東京都被団協の抗議を発端に全ての被団協が行動を起こす。
- 1977年（昭和52年） 原水禁と原水協が統一大会を開くことで合意。2つの広島県被団協が分裂後、初の統一決起集会となる。
- 1984年（昭和59年） 「原爆被爆者の基本要求」を発表。
- 1994年（平成06年） 「原子爆弾被爆者に対する援護に関する法律」成立。
- 1997年（平成09年） 「原爆と人間パネル」（40枚セット）日・英両国語で作成、内外に普及[36]。
- 2009年（平成21年） 5月1日 『日本被団協50年史』発行[36]。
- 2016年（平成28年） 4月～ 「ヒバクシャ国際署名」呼びかけ[36]。
- 2024年（令和06年） ノーベル平和賞受賞[37]。

## 核兵器禁止条約　第3回締約国会議の傍聴
2025年3月、日本被団協は事務局次長の濱住治郎と和田征子の2人を核兵器禁止条約　第3回締約国会議傍聴のため派遣した。

## ノーベル平和賞受賞後の活動

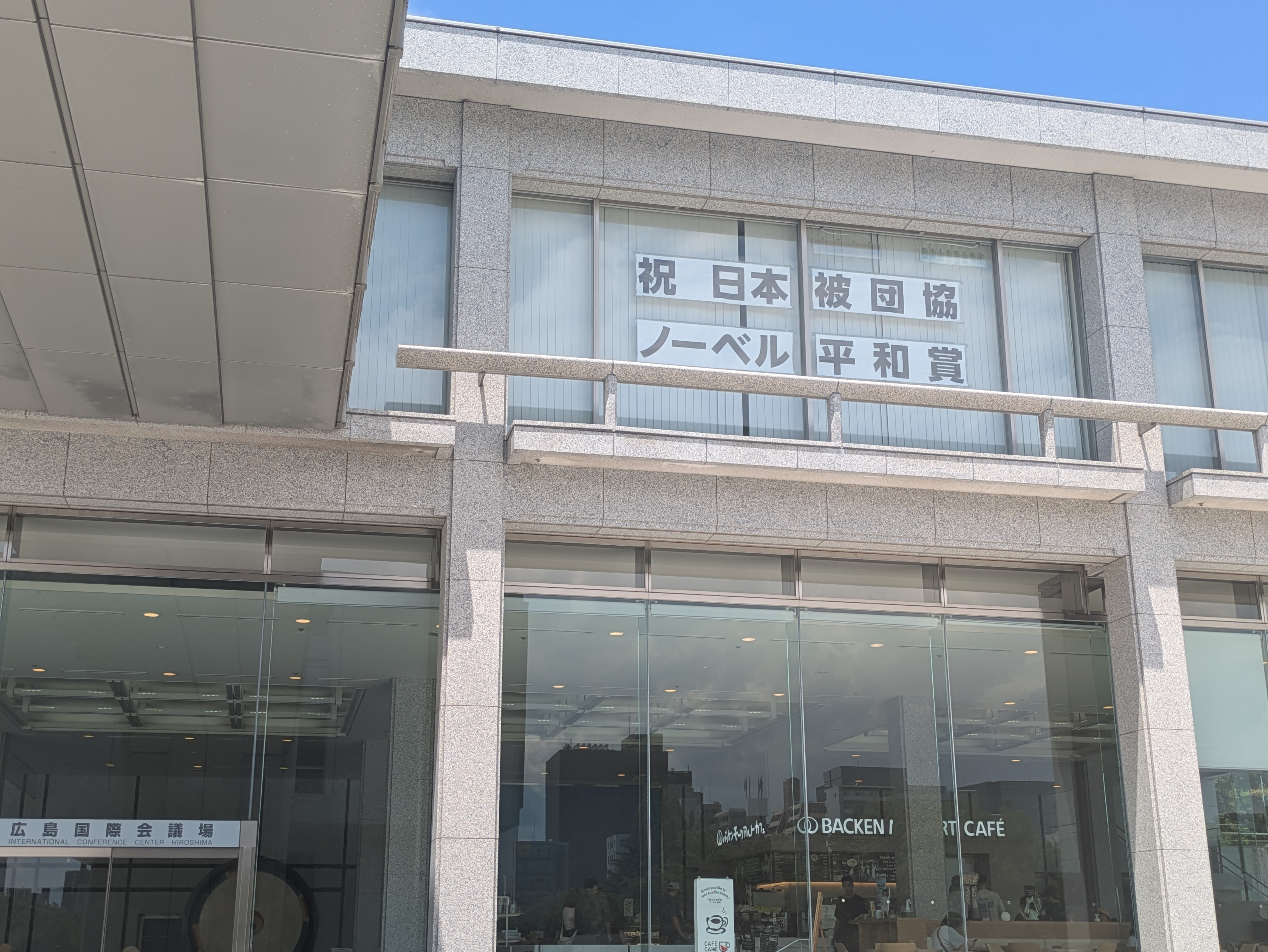
広島国際会議場の窓に貼られた、被団協のノーベル平和賞受賞を祝う幕。2025年7月撮影。

2025年1月、広島でノーベル平和賞授賞式での活動について報告を行なった。
2025年3月、長崎県組織である長崎原爆被災者協議会（長崎被災協）は長崎市内で「長崎平和フォーラム」を開催し、ノーベル平和賞受賞を報告した。ノーベル平和賞をノルウェー・オスロで受賞した代表委員の田中重光は、長崎のうたごえ協議会と原水爆禁止長崎県協議会主催による受賞報告会に出席した。